# Триметрична проєкція
Триметрична проєкція — аксонометрична проєкція, у якої коефіцієнти спотворення по всіх трьох осях не рівні між собою.

## Застосування
Триметрична проєкція використовується в САПР для наочного зображення деталі на  кресленні, дозволяючи побачити геометричну модель виробу з різних сторін, а також в  комп'ютерних іграх для побудови тривимірного зображення.